# ツバル議会
ツバル議会（ツバルぎかい、ツバル語: Fale i Fono）は、ツバルの立法府である。

## 議会構成
一院制で、議院内閣制を採用している。
政党は存在しないものの、首相職の獲得をめぐり派閥が存在する。

### 任期
4年。

### 選挙制度
単記非移譲式多数代表制（定数各2）。

### 議員名簿
| 選挙区       | 氏名                         |
| ------------ | ---------------------------- |
| フナフティ   | トゥアファファ・ラタシ       |
| フナフティ   | サイモン・コフェ             |
| ナヌマンガ   | モニーズ・ラファイ           |
| ナヌマンガ   | ハモア・ホロナ               |
| ナヌメア     | アンペローザ・マノア・テフル |
| ナヌメア     | ティミ・メレイ               |
| ニウタオ     | フェレティ・ペニタラ・テオ   |
| ニウタオ     | サアガ・タル・テアファ       |
| ヌイ         | マッケンジー・キリトメ       |
| ヌイ         | イアコバ・イタレリ           |
| ヌクフェタウ | パナパシ・ネレソニ           |
| ヌクフェタウ | エネレ・ソポアガ             |
| ヌクラエラエ | シーブ・パエニウ             |
| ヌクラエラエ | ナモリキ・スアリキ           |
| ヴァイツプ   | ポールソン・パナパ           |
| ヴァイツプ   | マイナ・タリア               |